# Elatostema strigulosum
Elatostema strigulosum är en nässelväxtart som beskrevs av Wen Tsai Wang. Elatostema strigulosum ingår i släktet Elatostema och familjen nässelväxter. Inga underarter finns listade i Catalogue of Life.